# Гремячево (Пермский край)
Гремя́чево — деревня в Чердынском районе Пермского края России. Расположена на правом берегу реки Камы, при впадении в неё речки Гремячевка. Входит в состав Керчевского сельского поселения.
В посёлке зарегистрировано 150 хозяйств с населением 324 человека. Находится в 4 км от посёлка Керчевский, в 48 км от г. Соликамск, в 120 км от г. Чердынь.

## История
По списку населённых мест Чердынского уезда в 1897 году селение состояло из 7-ми дворов, в которых проживало 39 человек. В 1910 году селения не существует за выселением жителей в Сибирь.

## Культурные учреждения
В деревне Гремячево есть клуб, 3 магазина, здравпункт. До 2000 года в деревне имелись: начальная школа, детский сад, баня, кирпичный завод. Транспортный парк составлял 60 единиц техники.

## Основное производство
До 2000 года основное производство — лесозаготовка. Гремячевский лесозаготовительный участок был одним из крупных предприятий Пермской области. Производство составляло 120 тыс. м³ леса в год.  

## Улицы[1]
- 50 лет Октября ул.
- Гремячевская ул.
- Дружбы ул.
- Камская ул.
- Кирова ул.
- Коммунистическая ул.
- Космонавтов ул.
- Лесной пер.
- Строительная ул.